# Municipio de Bethel (condado de Bladen)
El municipio de Bethel (en inglés: Bethel Township) es un municipio ubicado en el  condado de Bladen en el estado estadounidense de Carolina del Norte. En el año 2010 tenía una población de 4.467 habitantes.

## Geografía
El municipio de Bethel se encuentra ubicado en las coordenadas 34°40′46.89″N 78°43′28.95″O / 34.6796917, -78.7247083.